# Finále Grand Prix IAAF 1997
13. Finále Grand Prix IAAF – lehkoatletický závod, který se odehrál 13. září roku 1997 v japonské Fukuoce. 

## Výsledky

### Muži
| Disciplína      | 1. místo           | Výkon    | 2. místo            | Výkon    | 3. místo          | Výkon    |
| Běh na 200 m    | Frankie Fredericks | 19,81    | Obadele Thompson    | 20,19    | Jon Drummond      | 20,32    |
| Běh na 800 m    | Wilson Kipketer    | 1:42,98  | Patrick Ndururi     | 1:43,45  | David Kiptoo      | 1:44,09  |
| Běh na 1 mili   | Robert Andersen    | 4:04,53  | Hišám Al-Karúdž     | 4:04,55  | Vénuste Niyongabo | 4:04,95  |
| Běh na 5000 m   | Khalid Boulami     | 13:09,40 | Tom Nyariki         | 13:10,41 | Paul Koech        | 13:10,77 |
| 3000 m překážek | Joseph Keter       | 8:21,75  | Moses Kiptanui      | 8:21,87  | Bernard Barmasai  | 8:22,48  |
| 110 m překážek  | Mark Crear         | 13,03    | Florian Schwarthoff | 13,11    | Tony Jarrett      | 13,14    |
| 400 m překážek  | Samuel Matete      | 48,01    | Stéphane Diagana    | 48,14    | Llewellyn Herbert | 48,45    |
| Skok o tyči     | Sergej Bubka       | 6,05     | Maxim Tarasov       | 6,00     | Tim Lobinger      | 5,90     |
| Skok daleký     | Iván Pedroso       | 8,53     | James Beckford      | 8,40     | Erick Walder      | 8,40     |
| Hod diskem      | Lars Riedel        | 67,98    | Adam Setliff        | 66,12    | John Godina       | 65,56    |
| Hod oštěpem     | Jan Železný        | 89,58    | Boris Henry         | 86,76    | Patrik Bodén      | 86,52    |

### Ženy
| Disciplína     | 1. místo              | Výkon    | 2. místo            | Výkon    | 3. místo                 | Výkon    |
| Běh na 200 m   | Marion Jonesová       | 21,84    | Merlene Otteyová    | 21,92    | Melinda Gainsford-Taylor | 22,43    |
| Běh na 800 m   | Ana Fidelia Quirotová | 1:56,53  | Maria Mutolaová     | 1:56,93  | Letitia Vriesdeová       | 1:59,73  |
| Běh na 1 mili  | Carla Sacramentová    | 4:40,25  | Jackline Maranga    | 4:40,44  | Julie Henner             | 4:40,92  |
| Běh na 5000 m  | Sally Barsosiová      | 15:13,46 | Lydia Cheromei      | 15:15,64 | Paula Radcliffová        | 15:17,02 |
| 100 m překážek | Michelle Freeman      | 12,40    | Ludmila Engquistová | 12,48    | Dionne Rose              | 12,81    |
| 400 m překážek | Kim Battenová         | 53,45    | Deon Hemmingsová    | 53,98    | Tetiana Tereszczuk       | 54,37    |
| Skok vysoký    | Inga Babakovová       | 2,02     | Julija Lachowa      | 1,99     | Monica Iagărová          | 1,96     |
| Trojskok       | Ashia Hansenová       | 15,15    | Šárka Kašpárková    | 14,94    | Rodica Mateescu          | 14,59    |
| Vrh koulí      | Astrid Kumbernussová  | 20,95    | Wita Pawłysz        | 20,59    | Irina Korżanienko        | 19,06    |